# شهر قرون وسطایی ردس
شهر قرون وسطایی ردس (انگلیسی: Medieval City of Rhodes) در حدود ۱۳۰۹ تا ۱۵۲۳ ساخته شد و بخشی از پایتخت مدرن رودس در جزیره رودس در یونان است. این مکان در سال ۱۹۸۸ به فهرست میراث جهانی یونسکو اضافه شد. شهر قرون وسطایی رودس از شهر مرتفع در شمال و شهر پایین جنوب - جنوب غربی تشکیل شده‌است. شهر مرتفع به‌طور کامل توسط Hospitaller Rhodes ساخته شد. شهر قرون وسطی در داخل دیواری به طول ۴ کیلومتر واقع شده‌است.